# 385571 Otrera
385571 Otrera, chỉ định tạm thời 2004 UP10, là một thiên thể Troia của Sao Hải Vương dẫn đầu quỹ đạo của Sao Hải Vương trong khu vực bên ngoài Hệ Mặt Trời. Nó được phát hiện bởi các nhà thiên văn học người Mỹ Scott Sheppard và Chad Trujillo tại Đài thiên văn Las Campanas vào ngày 16 tháng 10 năm 2004. Nó có đường kính khoảng 100 km và là thiên thể thứ hai được phát hiện sau năm 2001 QR322.

## Quỹ đạo và phân loại
Thiên thể Troia của Sao Hải Vương là các vật thể ngoài Sao Hải Vương cộng hưởng trong cộng hưởng quỹ đạo chuyển động trung bình 1: 1 với sao Hải Vương. Những Trojan này có trục bán chính và chu kỳ quỹ đạo rất giống với sao Hải Vương (30.10 AU; 164.8 năm). Otrera thuộc nhóm L4, dẫn đầu 60 ° trước quỹ đạo của sao Hải Vương. Nó quay quanh Mặt trời với bán trục lớn là 30.027 AU ở khoảng cách 29.3 - 30.7 AU cứ sau 164 năm và 6 tháng (60.099 ngày). Quỹ đạo của nó có độ lệch tâm 0,02 và độ nghiêng 1 ° so với đường hoàng đạo.